# Kanzel Heilige Dreifaltigkeit (Bad Tölz)

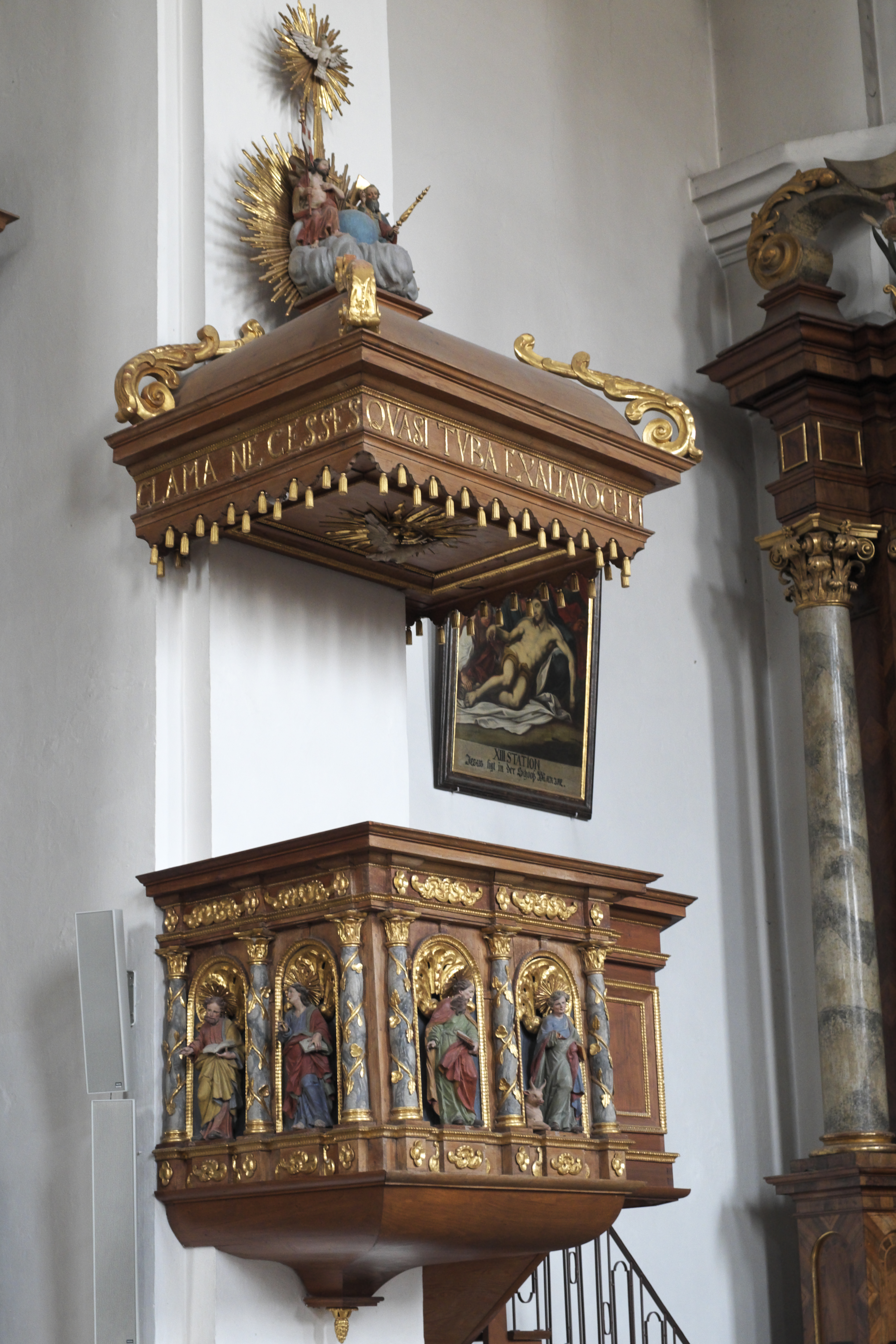
Kanzel der Franziskanerkirche in Bad Tölz

Die Kanzel in der Kirche Heilige Dreifaltigkeit des Franziskanerklosters in Bad Tölz, einer Stadt im oberbayerischen Landkreis Bad Tölz-Wolfratshausen, wurde 1679 geschaffen. Die Kanzel ist ein Teil der als Baudenkmal geschützten Kirchenausstattung.
Die hölzerne Kanzel im Stil des Barocks wurde 1958 aus der Sebastianskirche von Aurolzmünster in Oberösterreich hierher übertragen.
Am Kanzelkorb stehen in Muschelnischen Statuetten der Evangelisten, die vielleicht von Thomas Schwanthaler stammen. Die Figuren werden von gedrehten Säulen mit korinthischen Kapitellen gerahmt.
Der rechteckige Schalldeckel wird von der Darstellung der Dreifaltigkeit bekrönt. An der Unterseite ist die Heiliggeisttaube zu sehen.

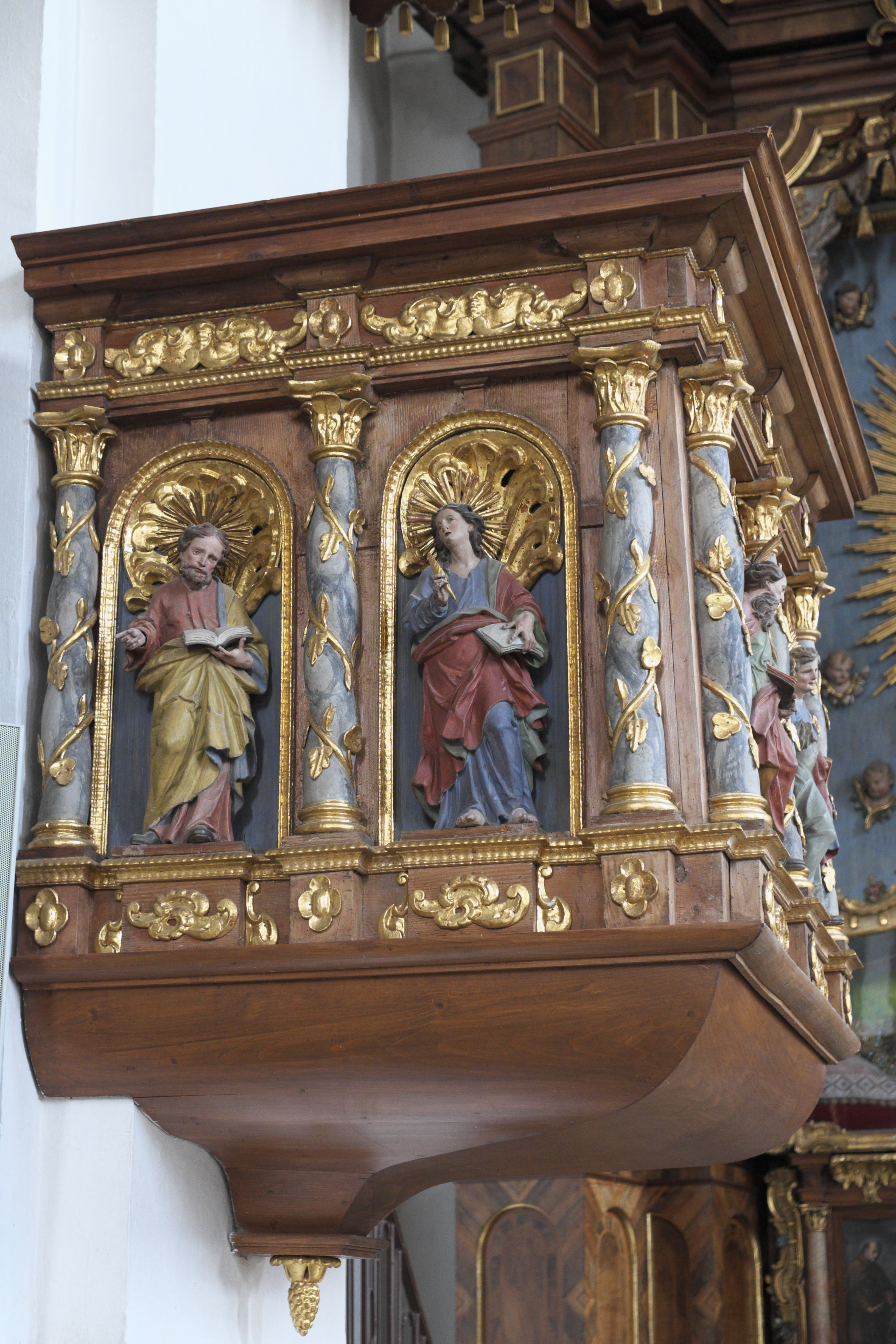
Evangelisten
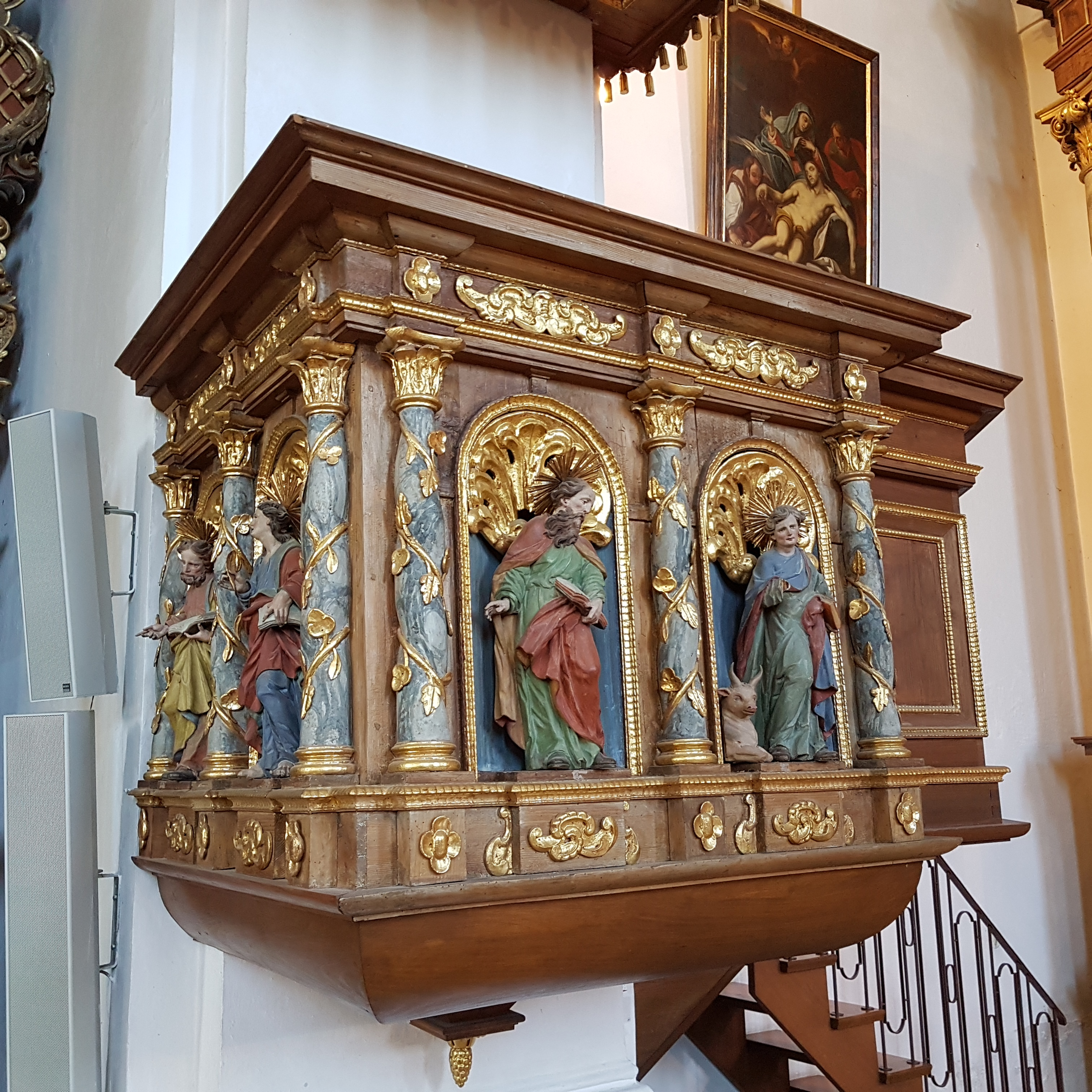
Evangelisten